# Kassiane Asasumasu
Kassiane Alexandra Asasumasu (de soltera Sibley; nacida en 1982) es una activista estadounidense por los derechos del autismo a quien se le atribuye haber acuñado varios términos relacionados con el movimiento de la neurodiversidad, incluidos «benevolencia del cuidador» (2014), «neurodivergente» y «neurodivergencia» (2000). Como se afirma en el texto Neurodiversity for Dummies, «el trabajo de Asasumasu sentó las bases para una comprensión y aceptación más amplia de las diferencias neurológicas», que «siguen siendo compartidas, moldeadas y formadas por todo tipo de personas que reconocen que nuestro mundo debería aceptar, incluir y acomodar a las personas independientemente de su neurotipo».

## Primeros años de vida
Kassiane Sibley nació en 1982 y tiene siete hermanos, todos ellos neurotípicos. Le diagnosticaron autismo cuando tenía tres años y sufrió acoso durante gran parte de su infancia.
Asasumasu ha afirmado que también tiene epilepsia del lóbulo temporal y trastorno por estrés postraumático como resultado del análisis aplicado de conducta.
Asasumasu es asiático hapa. Es de ascendencia croata, japonesa, mongola y rumana.

## Contribuciones

### Neurodivergente y neurodivergencia
Tras el surgimiento del movimiento por los derechos del autismo en la década de 1990, muchos defensores del autismo, incluida Sibley, reconocieron que una amplia variedad de personas experimentaban el mundo de manera similar a las personas autistas, a pesar de no ser autistas. Como resultado, Sibley acuñó los términos relacionados neurodivergente y neurodivergencia alrededor del año 2000.
Según Sibley, estos términos se refieren a aquellos «cuyo funcionamiento neurocognitivo diverge de las normas sociales dominantes de múltiples maneras». Su intención era que estos términos se aplicaran a una amplia variedad de personas, no solo a personas con trastornos del desarrollo neurológico, como autismo, trastorno por déficit de atención e hiperactividad y dislexia. Además, enfatizó que no debería utilizarse para excluir a las personas sino más bien para incluirlas. Este término brindó a los activistas una forma de abogar por mayores derechos y accesibilidad para las personas no autistas que no tienen un funcionamiento neurocognitivo típico.
Como se afirma en el texto Neurodiversity for Dummies, «el trabajo de Asasumasu sentó las bases para una comprensión y aceptación más amplia de las diferencias neurológicas», que «continúan siendo compartidas, modeladas y formadas por todo tipo de personas que reconocen que nuestro mundo debería aceptar, incluir y acomodar a las personas independientemente de su neurotipo».

### Benevolencia del cuidador
Asasumasu acuñó el término benevolencia del cuidador en 2014, para describir la suposición social general de que los cuidadores son «figuras angelicales, parecidas a santos» por ofrecer su tiempo, energía y recursos financieros para cuidar a una persona discapacitada. En consonancia con esta creencia, la ignorancia es el único daño que los cuidadores pueden causar a la persona discapacitada a su cargo. Asasumasu sostiene que debido a la presunción de benevolencia del cuidador, las relaciones entre las personas discapacitadas y sus cuidadores se enmarcan con frecuencia a través de «reclamaciones de penurias y sufrimiento»por parte del cuidador, mientras se descuidan los daños causados a la persona discapacitada por parte de su cuidador; tal presunción y reformulación pueden llevar a que la sociedad pase por alto el abuso de las personas discapacitadas.

## Publicaciones

### Capítulos de libros
- Asasumasu, Kassiane (2017). «Plea from the Scariest Kid on the Block».  En Brown, Lydia X. Z.; Ashkenazy, eds. All the Weight of Our Dreams: On Living Racialized Autism. Autism Women's Network. ISBN 978-0-99750-450-7.[19]
- Asasumasu, Kassiane (2021). «What Your Daughter Deserves: Love, Safety, and the Truth».  En Autistic Women and Nonbinary Network, ed. Sincerely, Your Autistic Child: What People on the Autism Spectrum Wish Their Parents Knew About Growing Up, Acceptance, and Identity (en inglés). Beacon Press. pp. 21-26. ISBN 978-0-8070-2569-7.

### Artículos periodísticos
- Natri, Heini M.; Abubakare, Oluwatobi; Asasumasu, Kassiane; Basargekar, Abha; Beaud, Flavien; Botha, Monique; Bottema-Beutel, Kristen; Brea, Maria Rosa et al. (April 2023). «Anti-ableist language is fully compatible with high-quality autism research: Response to S inger et al. (2023)». Autism Research (en inglés) 16 (4): 673-676. ISSN 1939-3792. PMID 37087601. doi:10.1002/aur.2928.